# Гидрологические расчёты
Гидрологи́ческие расчёты — раздел гидрологии суши, занимающийся разработкой методов, позволяющих рассчитать величины, характеризующие гидрологический режим.
Результаты расчётов обычно даются в виде средних значений и величин различной вероятности их повторений.
Задачи, решаемые в процессе гидрологических расчётов, можно разделить на следующие основные группы:
- расчёты стока воды, в том числе нормы годового стока, максимальных расходов половодий и паводков, внутригодового распределения стока, минимальных расходов воды, продолжительности бессточного периода (перемерзания и пересыхания рек), гидрографов половодий и паводков;
- расчёты гидрометеорологических характеристик водных объектов, в том числе испарения с поверхности воды и суши, атмосферных осадков;
- расчёты водного баланса отдельных водных объектов;
- расчёты стока наносов, переформирования берегов и заиления водохранилищ;
- расчёты динамики водных масс, в том числе элементов ветрового волнения, сгонно-нагонных денивеляций, течений;
- расчёты характеристик термического режима, в том числе сроков замерзания и вскрытия водоёмов, толщины льда и снега, температуры воды;
- расчёты гидрохимических характеристик, в частности минерализации воды водоёмов и содержания в ней отдельных компонентов.

Решение всех этих задач достигается несколькими методами, основными из которых являются методы водного баланса, математической статистики и гидрологической аналогии.